# Octave Van Cuyck
Octave Van Cuyck (Oostende, 2 mei 1870 – Tilff, 26 september 1956) was een Belgisch kunstschilder.
Van Cuyck was de zoon van Edouard Van Cuyck en Sophie Dehaese. Hij was omstreeks 1885 leerling van de Academie in Oostende, toen slechts een onderdeel van de École Industrielle. Hij werd lid van de in 1908 gestichte Cercle Artistique d'Ostende. Van Cuyck schilderde landschappen, figuren, fantasietaferelen en portretten van huisdieren.  Hij was de auteur van decoratieve schilderingen in de gelagzaal van de S.E.O. in Oostende (Alfons Pieterslaan; 1920-21; in situ verdwenen, nu verspreid) en in deze van Ons Achturenhuis (Langestraat/Sint-Niklaasstraat)(verdwenen) ook in Oostende. Zo zette hij de twee grootste picturale realisaties in het Oostende van het interbellum op zijn palmares. Hij woonde in zijn Oostendse tijd in de Christinastraat 50 en verhuisde op een ongekend tijdstip naar Tilff bij Luik.
In een eerste huwelijk was hij met Annie Hainstocky; in het tweede huwelijk met Céline Sluse.

## Tentoonstellingen
- 1910, Oostende, Kursaal, 4de Salon van de Cercle Artistique d'Ostende (Route de château, Nice; Dreamland; Colombes; As de pique et as de coeur).

## Verzamelingen
- Oostende, Heemkring De Plate